# Bełdówek
Bełdówek – część wsi Bełdów w Polsce, położona w województwie łódzkim, w powiecie zgierskim, w gminie Aleksandrów Łódzki. Dawniej samodzielna wieś.

## Historia
Dawniej samodzielna miejscowość. Od 1867 w gminie Bełdów; pod koniec XIX wieku liczył 37 mieszkańców. W okresie międzywojennym należał do powiatu łódzkiego w woj. łódzkim. W 1921 roku liczył 68 mieszkańców. 1 września 1933 Bełdówek ustanowił odrębną gromadę (sołectwo) w granicach gminy Bełdów.
Podczas II wojny światowej włączona do III Rzeszy. Po wojnie Bełdówek powrócił do powiatu łódzkiego w woj. łódzkim jako jedna z 9 gromad gminy Bełdów. W związku z reorganizacją administracji wiejskiej jesienią 1954, Bełdówek wszedł w skład nowej gromady Bełdów. W 1971 roku już nie występuje jako odrębna miejscowość.
Od 1 stycznia 1973 w gminie Aleksandrów Łódzki. W latach 1975–1987 miejscowość należała administracyjnie do województwa łódzkiego.